# محمد جبار رباط
محمد جبار رباط (عربی: محمد جبار رباط زرجاوي؛ زادهٔ ۲۹ ژوئن ۱۹۹۳) یک بازیکن فوتبال اهل عراق است.
از باشگاه‌هایی که در آن بازی کرده‌است می‌توان به تیم ملی فوتبال زیر ۲۳ سال عراق و تیم ملی فوتبال عراق اشاره کرد.
وی همچنین در تیم‌های ملی فوتبال Iraq U-20 Iraq U-23 تیم ملی فوتبال عراق بازی کرده است.